# Dick Cusack
Richard John Cusack, detto Dick (New York, 29 agosto 1925 – Evanston, 2 giugno 2003), è stato un attore e regista statunitense.

## Biografia
Di origini irlandesi, era figlio unico e frequentò un college locale, e infine andò all'università. In seguito cominciò la sua carriera recitativa e comparve in molti film dove aveva ruoli minori.
Cusack frequentò il College of the Holy Cross a Worcester, dopo la guerra e giocò nella squadra di pallacanestro della scuola nel campionato del 1947. Servì l'esercito americano nelle Filippine durante la Seconda guerra mondiale.
La maggior parte dei ruoli interpretati erano di figure di autorità, come il Presidente del Senato degli Stati Uniti, ministro/cappellano, e segretario di Stato; recitò nella parte di un giudice nel telefilm Overexposed, e nelle versioni teatrali di Things Change e 8 Uomini Fuori. Il suo documentario del 1971, The Committee, vince un Emmy award. È padre degli attori Ann, Joan, Bill, John e Susie.
Cusack morì il 2 giugno 2003 a Evanston, Illinois per cancro al pancreas, all'età di 77 anni.

## Filmografia parziale

### Cinema
- La mia guardia del corpo (My Bodyguard), regia di Tony Bill (1980)
- Class, regia di Lewis John Carlino (1983)
- Otto uomini fuori (Eight Men Out), regia di John Sayles (1988)
- Le cose cambiano (Things Change), regia di David Mamet (1988)
- Uccidete la colomba bianca (The Package), regia di Andrew Davis (1989)
- Pubblifollia - A New York qualcuno impazzisce (Crazy People), regia di Tony Bill (1990)
- Il fuggitivo (The Fugitive), regia di Andrew Davis (1993)
- Un amore tutto suo (While You Were Sleeping), regia di Jon Turteltaub (1995)
- Reazione a catena (Chain Reaction), regia di Andrew Davis (1996)
- Return to Me, regia di Bonnie Hunt (2000)
- Alta fedeltà (High Fidelity), regia di Stephen Frears (2000)

### Televisione
- Diritto d'offesa (Skokie), regia di Herbert Wise (1981) - film TV
- Persone sconosciute (Missing Persons) – serie TV, un episodio (1994)
- Ultime dal cielo (Early Edition) – serie TV, un episodio (1997)
- Il prezzo della giustizia (The Jack Bull), regia di John Badham (1999) - film TV

## Doppiatori italiani
Nelle versioni in italiano delle opere in cui ha recitato, Dick Cusack è stato doppiato da:
- Francesco Di Federico in La mia guardia del corpo
- Mario Mastria ne Il fuggitivo
- Dante Biagioni in Un amore tutto suo
- Bruno Alessandro in Return to Me